# Amon Simutowe
Amon Simutowe (* 6. Januar 1982 in Ndola) ist ein sambischer Schachspieler.
Die sambische Einzelmeisterschaft konnte er 1996 gewinnen. Er spielte bei vier Schacholympiaden: 2000, 2002, 2006 und 2008. Dreimal nahm er an den FIDE-Schachweltmeisterschaften (2000, 2001/2002, 2004) teil und scheiterte jeweils in der ersten Runde.
| Die zur Anzeige dieser Grafik verwendete Erweiterung wurde dauerhaft deaktiviert. Wir arbeiten aktuell daran, diese und weitere betroffene Grafiken auf ein neues Format umzustellen. (Mehr dazu) |